# Crise dos reféns de Gladbeck
A crise dos reféns de Gladbeck (conhecida na Alemanha como o drama dos reféns de Gladbeck) foi uma crise de pessoas feitas reféns (tomada de reféns) que aconteceu em Agosto de 1988 após um ataque armado a um banco em Gladbeck, Renânia do Norte-Vestfália, Alemanha Ocidental. Dois homens com antecedentes criminais, Dieter Degowski e Hans-Jürgen Rösner, andaram a fugir por dois dias e meio pela Alemanha e Holanda.
A 18 de Agosto de 1988, a situação dos reféns foi encerrada durante uma operação policial na auto-estrada A3 (Bundesautobahn 3). Três pessoas morreram durante a crise, dois jovens que foram feitos reféns e um polícia envolvido num acidente de carro. Todo o episódio tornou-se um circo da mídia na Alemanha e na Holanda.

## Crónica

### 16 de Agosto
De manhã cedo, dois criminosos armados e encapuzados invadiram uma agência da Deutsche Bank no distrito de Rentford-Nord em Gladbeck antes do horário de abertura do banco.
Às 8h04, uma chamada de emergência foi feita por uma testemunha da polícia. Um carro da polícia estacionado foi visto pelos infratores ao deixarem a sucursal. Eles voltaram para o banco e fizeram reféns dois funcionários, exigindo um carro e dinheiro de resgate, disparando várias vezes para o ar.
Uma estação de rádio foi a primeira a conduzir uma entrevista com eles enquanto a crise dos reféns estava a acontecer. Somente às 15h12 a polícia identifica um dos criminosos: Hans-Jürgen Rösner, 31 anos, nativo de Gladbeck, extensa ficha criminal e, atualmente, um foragido da justiça. Após várias horas de negociações, os sequestradores receberam 300.000 marcos alemães (aproximadamente 153.400 euros) e um Audi 100 branco como carro de fuga. Às 21h45 a fuga começou. Após comprarem suprimentos, entre eles, pílulas Vesparax, cerveja e comida, eles se dirigem ao apartamento da irmã de Rösner, Monika, onde Marion Löblich, a namorada de Rösner, está escondida com a filha Nicole, de 13 anos. A namorada embarcou no carro de fuga ainda em Gladbeck. Os sequestradores e a nova cúmplice, Löblich, vagam sem rumo até decidirem ir para Bremen. Löblich vem da cidade hanseática, os pais dela ainda moram lá, no distrito de Blumenthal.

### 17 de Agosto
Depois de dirigir na autobahn para Bremen, os sequestradores chegam à cidade. Sentindo-se seguros de que não estão sendo perseguidos pela polícia, às 13h40, Rösner e Löblich até saem para fazer compras em lojas de roupas do distrito de Vegesack, deixando o exausto Dieter Degowski, 32 anos, também nativo de Gladbeck, e amigo de infância de Rösner, sozinho com os reféns do Deutsche Bank.
Após várias tentativas fracassadas de alugar um novo veículo (eles não têm Eurocheques), Rösner força um funcionário de uma locadora a lhe entregar um BMW não preparado pela polícia, portanto, livre de escutas policiais.
Às 18h20 os sequestradores chegam a Bremen-Huckelriede e observam a polícia espalhada em todos os lugares do distrito. Furioso, Rösner vai até uma loja de vegetais turca e ordena que o refém masculino do banco, Alles, ligue para o número de emergência da polícia e exija a retirada completa da força policial da área, porém do outro lado da linha a comunicação é difícil e o atendente da polícia não entende o pedido. Frustrado, Rösner desliga e atira para o ar em frente a loja. Diante disso, pouco depois das 19h, ele decide fazer mais reféns e assim, Rösner e Degowski pegam seus reféns do banco e se dirigem a Linha 53 de um autocarro (ônibus) público, que estava parado na estação, com 32 passageiros, no dia 17 de Agosto. Entre os reféns estão as amigas Inês Voitle e Silke Bischoff, ambas com 18 anos, e os italianos Emanuelle De Giorgi, 15 anos, e sua irmã de 9 anos, Tatiana De Giorgi. 5 reféns idosos são imediatamente libertados.
Como a polícia permanece à distância e não faz uma barreira de contenção, os repórteres se aproximam. A mídia entrevistou os sequestradores e os reféns sem qualquer interferência da polícia. Rösner, com um revólver na mão, vai até os jornalistas e dá uma conferência de imprensa na frente de seu autocarro (ônibus) sequestrado. Nela, o tatuado sequestrador diz que vai fazer algumas exigências e deixa claro que está disposto a tudo. E para ilustrar, ele coloca o cano do revólver na boca, uma imagem nunca antes vista na tv alemã.
A polícia não vem negociar com os sequestradores. Ao invés disso, ela posiciona atiradores encapuzados nas janelas dos prédios próximos. Irritado, Rösner ameaça Silke Bischoff, na frente do autocarro (ônibus) e, depois, sua namorada Löblich, entrega a menina Tatiana para o namorado ameaçar com uma pistola na cabeça. Tudo para forçar uma negociação. Em vão. Com medo, a polícia se recusa a mandar alguém para negociar.
Às 21h50, Rösner ordena ao motorista do autocarro (ônibus) a ir embora em direção a área de descanso da autobahn de Grundbergsee. Lá, por volta das 22h30, os reféns do banco, após 39h em poder dos sequestradores, são libertados em troca de dois jornalistas voluntários. Novas entrevistas se seguem, com alguns reféns sendo entrevistados com uma pistola pressionada contra a garganta, e respondendo a perguntas “Como você se sente com uma pistola na garganta?”.
A namorada de Rösner precisa ir a casa de banho (banheiro) e alguns reféns aproveitam a oportunidade para irem também. Então, numa operação desastrosa, dois policiais decidem, por conta própria, sem ordens do comando, prenderem Löblich. Eles parecem não se importar que Rösner e Degowski ainda tenham em seu poder um autocarro (ônibus) inteiro. Quando Rösner percebe que a sua namorada não volta do casa de banho (banheiro), ele enlouquece. Furioso, às 22h56, ele exige a volta dela e ameaça matar um refém caso isso não aconteça. Degowski reforça dando um ultimato: se Löblich não voltar em 5 minutos, um refém será morto. Confusão no comando de operações, a ordem de libertar a cúmplice é imediatamente dada, mas Löblich já está longe para voltar em 5 minutos e, para piorar a situação, as chaves das algemas dela quebram e ninguém sabe aonde estão as chaves reserva. 
O prazo de 5 minutos se esgota, os sequestradores ainda esperam mais alguns minutos, quando Emanuelle se inclina levemente para sua irmãzinha sentada logo à frente e chama a atenção para si. Degowski, então, atira na cabeça do italiano, a menos de 10 cm. Dizia-se que ele tentou proteger a sua irmãzinha.  Rösner grita com seu cúmplice, pergunta se ele ficou louco. Degowski alega que fez isso por Löblich e também porque não gosta de estrangeiros, e pergunta se Rösner não vai matar a irmã da vítima, Tatiana. Rösner retruca que não consegue matar uma criança. Somente 1 minuto depois, Löblich está de volta ao autocarro (ônibus). O menino é retirado pelos jornalistas que se voluntariaram como reféns em troca da libertação dos reféns do banco. Contudo, nenhuma ambulância está preparada em Grundbergsee. Por causa do engarrafamento na estrada causado pelos inúmeros carros da imprensa, a ambulância só conseguiu chegar 20 minutos depois. O adolescente italiano morre duas horas depois de chegar ao hospital. Após este incidente, pouco depois da meia-noite, o autocarro (ônibus) volta para estrada, em direção a Holanda. Outra fatalidade ocorre: o policial Ingo Hagen, 31 anos, durante a perseguição ao autocarro (ônibus) sequestrado, colide com um camião (caminhão) e morre instantaneamente.

### 18 de Agosto
Em sua viagem noturna em direção a Holanda, vários jornalistas perseguem o autocarro (ônibus). Um motociclista se posiciona ao lado e recebe uma saraivada de balas de Degowski. Outro está num táxi logo atrás do autocarro (ônibus) e é alvejado por Rösner, livrando-se por pouco da morte certa. Os sequestradores suspeitam que sejam policiais disfarçados de jornalistas. Após 45h do início do sequestro, os sequestradores mantém-se alertas com uma mistura de álcool e pílulas Vesparax.
Às 2h30 do dia 18 de Agosto de 1988, o autocarro (ônibus) cruzou a fronteira com a Holanda, parando no bloqueio feito pela polícia holandesa na cidade de Oldenzaal. Muito mais profissional que a alemã, a polícia holandesa se recusa a negociar enquanto as crianças não forem libertadas. Rösner concorda e liberta todos os reféns, exceto Inês Voitle e sua amiga, Silke Bischoff. Às 5h15, a polícia holandesa atendeu a exigência dos sequestradores e entregou outro carro de fuga, uma BMW 735i. O carro havia sido preparado pela polícia alemã para que o motor pudesse ser desligado por controlo remoto. Durante a transferência das provisões adquiridas durante a viagem do autocarro (ônibus) para o carro de fuga, Rösner acidentalmente aperta o gatilho de sua pistola, que dispara. A bala atinge a coxa de sua namorada, Löblich, que estava parada na porta dianteira do autocarro (ônibus), ricocheteia e atinge o motorista do ônibus na mão. Degowski, descontrolado, atira à esmo para fora do ônibus. Os reféns restantes, recém-libertados, correm para proteger suas vidas. A polícia holandesa, assumindo que os sequestradores estão atirando em suas vitimas, atiram contra o autocarro (ônibus), ao mesmo tempo em que dão voz de comando para eles largarem suas armas e se entregarem. Só com muita dificuldade, Rösner consegue dissuadi-los a não invadir o autocarro (ônibus), pois o tiro foi acidental, não havia intenção de matar ninguém ali. A polícia holandesa se afasta e permite que eles cruzem a fronteira. Como um paramédico, Rösner amarra seu cinto na coxa de Löblich e cuida do ferimento do motorista do ônibus. Às 7h07, o carro de fuga está de volta a Alemanha. Os sequestradores e os reféns param em outra área de descanso para se alimentarem e depois em Wuppertal em uma farmácia para obter curativos e medicamentos para tratar o ferimento à bala de Löblich. Eles também compram binóculos em uma loja na frente para ver possíveis perseguidores policiais.
Próprio da natureza errática de Rösner, ao passar por Colónia, ele decide “Eu nunca vi a Catedral de Colónia” e às 10h23 ele se dirige para lá. Porém, sem conhecer a cidade, os sequestradores nunca saíram de sua cidade,Gladbeck, eles se perdem nas ruas estreitas e acabam parando na zona de peões (pedestres). Como os reféns estão com sede, Rösner pára para comprar água e café. Ele também visita uma loja de roupas e compra um macacão azul. Imediatamente reconhecidos, mídia e pedestres cercam o carro. Um dos primeiros no local é o editor-chefe adjunto do "Express" de Colónia, Udo Röbel. Lá, os sequestradores dão novamente uma conferência de imprensa. Rösner conta a um repórter do Tagesschau como foram os últimos dois dias de fuga, mais uma vez deixa claro que está disposto a tudo menos se entregar e, sabendo o impacto que a imagem causa, ele coloca mais uma vez a arma na boca. Degowski reforça a fala do amigo de escola especial numa entrevista a um repórter:
Repórter: “Você disse que ‘zerou com a vida’…
Degowski: “Totalmente! E eles não vão me pegar vivo”;
Repórter: “Mas você não pode arriscar a vida dos reféns!”;
Degowski: “Isso não me interessa, eu também estou colocando a minha vida em risco aqui.”
Rösner, quando perguntado por outro repórter:
Repórter: “Você ainda calcula um fim positivo para vocês e para os reféns?”;
Rösner: “Sim.”
Outro repórter entrevista Löblich:
Repórter: “Se você soubesse que tudo isso aconteceria assim, você ainda teria participado desse sequestro?”;
Löblich: “Se eu soubesse, com certeza, não.”
Até Silke Bischoff é entrevistada. O jornalista chegou tarde para a foto e pediu que Degowski apontasse novamente a pistola para a cabeça da refém para ele tirar a foto.
Repórter: “Você está bem?”;
Bischoff: “Sim, eu estou bem.”;
Repórter: “o que você deseja?”;
Bischoff: “Que a polícia não interfira novamente, que ela atenda às exigências deles.”
Bischoff teme que aconteça com ela o que aconteceu com o menino italiano após o desastre da polícia em Grundbergsee.
No meio de fotógrafos, cinegrafistas, repórteres que cercam a BMW 735i, estão funcionários da SEK, a polícia de elite alemã,  disfarçados de jornalistas. Eles planejam substituir gradualmente os repórteres de verdade e acabar com o drama de reféns ali. Porém, vários repórteres alertam os sequestradores sobre policiais disfarçados e até que uma ambulância está posicionada na rua ao lado, prenúncio de um ataque. No meio disso, uma médica é trazida para tratar a ferida de Löblich.
Degowski está cada vez mais nervoso, ele suspeita do ataque. Rösner também reage com cada vez mais irritação às perguntas. Ele também está tenso. Quando ele ameaça os pedestres em volta do carro para que se afastem, ele percebe que foram colocados postes de amarração que não estavam ali antes, impedindo a fuga da zona pedonal.
Após, alguns repórteres se oferecerem para orientar os sequestradores no seu caminho ou entregar-lhes fotos de polícias para evitar enganos em caso de troca de reféns, um repórter, Udo Röbel, a pedido de Rösner, entra no carro e guia os sequestradores para fora de Colónia até a área de descanso de Siegburg próxima na autobahn. Os próprios repórteres retiram os postes de amarração, liberando o veículo para a fuga.
Na A3 perto de Bad Honnef, poucos quilómetros antes da fronteira entre os estados de Renânia do Norte-Vestfália e Renânia-Palatinado, um carro da polícia atingiu o carro de fuga onde os sequestradores estavam, às 13h4, e o imobilizou, desencadeando um tiroteio selvagem. Um dos reféns, Inês Voitle, conseguiu pular do carro, no entanto, Silke Bischoff, foi mortalmente baleada no coração e morreu. Depois disso, os sequestradores foram presos.. Segundo a perícia, a bala que matou Silke saiu acidentalmente da arma de Rösner, quando ele próprio foi atingido por uma bala da polícia. Essa versão policial é contestada por boa parte dos alemães, que alegam não ser possível que Rösner atirasse em Silke, sentada logo atrás dele, no meio de um tiroteio.
O controlo remoto para desligar o motor do carro não foi usado, pois os polícias esqueceram-se de levá-lo. Do outro lado da fronteira do estado, uma força-tarefa especial (GSG9) estava em posição à espera para poder agir.

### Julgamentos
No dia 22 de Março de 1991, Rösner e Degowski foram declarados culpados pelo tribunal superior regional de Essen e condenados à prisão perpétua. Löblich foi condenado a nove anos. Em 2002, o Tribunal Superior de Hamm determinou "culpa de natureza muito grave" e um cumprimento mínimo de sentença de Degowski foi aumentada para 24 anos. Em 2004, o mesmo Tribunal Superior recusou um pedido de liberdade condicional e de encurtamento de pena para Rösner. O tribunal também decretou a "custódia preventiva" ("Sicherungsverwahrung") em razão de estar foragido na época do crime e de sua alta periculosidade. Mesmo após o cumprimento de sua pena de 30 anos, o temperamental Rösner só poderá sair se um especialista emitir um parecer declarando que ele não é mais perigoso. Em 2009, Rösner foi pego com heroína na sua cela. Ele alegou que “atacou” por causa da falta de esperança: “pelos longos anos que estou preso aqui e os longos anos que me restam para cumprir, sem perspectiva de libertação, considerando a custódia preventiva”. Rösner pegou Hepatite C e Diabetes na cadeia e precisa injetar insulina duas vezes ao dia. Em 2012, ele se casou na prisão. Sua noiva o viu no sequestro e o achou carismático e fascinante. Menos de um ano depois, o casamento acabou e eles se separaram. Em 2015, foi contratado um renomado especialista para determinar se Rösner poderia ser libertado da prisão. Na época, o psiquiatra concluiu que ele ainda representava perigo, que tinha traços psicopatas e antissociais e que é alta a probabilidade de recaída: “o avaliado só conhece a vida no grupo marginal que se encontrava, só aí ele funciona”. Desde 2017, após anos de recusa, Rösner finalmente concordou em fazer terapia. Isso é um pré-requisito para a sua libertação. Sua atual companheira, uma enfermeira de Wolfsburg, o convenceu a confiar no terapeuta e a iniciar o tratamento. Ele, atualmente, está livre de droga, e se concentra em sua libertação. Se livre, segundo ele, “vou me afastar de tudo e de todos, e viver em algum lugar sossegado com a minha companheira.”. Não há previsão de quando isso vai acontecer. Löblich cumpriu 6 anos de prisão e foi libertada por bom comportamento. Hoje ela vive em lugar desconhecido com um novo nome.

## Rescaldo
No dia 20 de Novembro de 1988, o Ministro do Interior de Bremen, Bernd Meyer, renunciou devido a erros da polícia. Vários anos após o incidente, houve uma discussão pública numa academia da polícia local sobre o incidente com o juiz que havia condenado Rösner e Degowski à prisão perpétua e jornalistas, incluindo Udo Röbel, um repórter que havia entrado no veículo com os sequestradores e ido com eles, dando-lhes instruções para sair de Colónia. O juiz elogiou Röbel por ter evitado um possível banho de sangue em Colónia entrando no carro. Esta não foi uma opinião expressa no relatório oficial sobre o incidente por um inquérito parlamentar no estado da Renânia do Norte-Vestfália, que fez comentários negativos sobre a ética dos jornalistas.

### Conduta da mídia
Este foi o primeiro incidente na Alemanha com interferência direta de representantes da mídia. Os meios de comunicação foram severamente criticados pela sua manipulação desta situação e para a realização de entrevistas com os reféns (um dos jornalistas que agiram desta forma foi Frank Plasberg).
Como resultado, o Conselho de Imprensa Alemão (Deutscher Presserat) proibiu qualquer entrevista futura com sequestradores durante situações de reféns. O chefe do maior sindicato de jornalistas da Alemanha (DJV), Michael Konken, referiu-se ao incidente como "a hora mais negra do jornalismo alemão desde o fim da Segunda Guerra Mundial".

## Libertação de Dieter Degowski
Em Agosto de 2018, foi anunciado pelo tribunal regional de Arnsberg que Dieter Degowski seria libertado em liberdade condicional após cumprir 30 anos de prisão. Degowski fez terapia e teve bom comportamento na prisão. Ele vive em lugar ignorado e sob nova identidade.